# La Maruca
La playa de La Maruca está situada al norte del municipio de Santander, en la Comunidad Autónoma de Cantabria, España, en el pueblo de Monte.